# Heptan
Heptan ist ein kettenförmiger Kohlenwasserstoff aus der Stoffgruppe der Alkane mit der Summenformel C7H16. Er ist der unverzweigte Vertreter der neun Heptan-Isomere. Heptan ist entzündlich und wassergefährdend (WGK 2).

## Vorkommen und Gewinnung
In der Natur kommt Heptan im Erdöl vor, aus dem es destillativ gewonnen wird. Des Weiteren findet man es auch in den ätherischen Ölen einiger Kiefern sowie in den auf den Philippinen verbreiteten Früchten von Pittosporum resiniferum (so genannte Petroleumnüsse).

## Eigenschaften

### Physikalische Eigenschaften
Heptan ist eine klare, niedrigviskose Flüssigkeit, die bei Normaldruck bei 98 °C siedet. Die Dampfdruckfunktion ergibt sich nach Antoine entsprechend log10(P) = A−(B/(T+C)) (P in bar, T in K) mit A = 4,81803, B = 1635,409 und C = −27,338 im Temperaturbereich von 185,3 bis 295,6 K sowie mit A = 4,02832, B = 1268,636 und C = −56,199 im Temperaturbereich von 299,1 bis 372,4 K. Die Temperaturabhängigkeit der Verdampfungsenthalpie lässt sich entsprechend der Gleichung ΔVH0=Aexp(−βTr)(1−Tr)β (ΔVH0 in kJ/mol, Tr =(T/Tc) reduzierte Temperatur) mit A = 53,66 kJ/mol, β = 0,2831 und Tc = 540,2 K im Temperaturbereich zwischen 298 K und 363 K beschreiben. In Wasser ist Heptan mit 2,2 mg·l−1 bei 25 °C nur sehr gering löslich. Der Heizwert beträgt 44,7 MJ/kg.

Dampfdruckfunktion von Heptan
Temperaturabhängigkeit der Verdampfungsenthalpie von Heptan

Die Verbindung bildet mit einer Reihe anderer Lösungsmittel azeotrop siedende Gemische. Die azeotropen Zusammensetzungen und Siedepunkte finden sich in der folgenden Tabelle. Keine Azeotrope werden mit Cyclohexan, Hexan, Toluol, Ethylbenzol, Xylol, Cyclohexanol und Schwefelkohlenstoff gebildet.
| Azeotrope mit verschiedenen Lösungsmitteln |               |                          |                         |             |                  |                     |
| Lösungsmittel                              | Lösungsmittel | Wasser                   | Methanol                | Ethanol     | 1-Propanol       | 2-Propanol          |
| Gehalt Heptan                              | in Ma-%       | 87                       | 59                      | 51          | 64               | 50                  |
| Siedepunkt                                 | in °C         | 79                       | 49                      | 71          | 88               | 76                  |
| Lösungsmittel                              | Lösungsmittel | Ethylenglycolmethylether | Ethylenglycolethylether | Aceton      | Methylethylketon | Methylisobutylketon |
| Gehalt Heptan                              | in Ma-%       | 77                       | 86                      | 10          | 30               | 87                  |
| Siedepunkt                                 | in °C         | 92                       | 97                      | 56          | 77               | 98                  |
| Lösungsmittel                              | Lösungsmittel | 1-Butanol                | i-Butanol               | 2-Butanol   | Ethandiol        | Acetonitril         |
| Gehalt Heptan                              | in Ma-%       | 82                       | 73                      | 62          | 97               | 54                  |
| Siedepunkt                                 | in °C         | 94                       | 91                      | 89          | 98               | 69                  |
| Lösungsmittel                              | Lösungsmittel | Dioxan                   | Methylacetat            | Ethylacetat | Isopropylacetat  | DMF                 |
| Gehalt Heptan                              | in Ma-%       | 56                       | 3                       | 6           | 33               | 95                  |
| Siedepunkt                                 | in °C         | 92                       | 57                      | 77          | 88               | 97                  |

### Sicherheitstechnische Kenngrößen
Heptan bildet leicht entzündliche Dampf-Luft-Gemische. Die Verbindung hat einen Flammpunkt bei −7 °C. Der Explosionsbereich liegt zwischen 0,84 Vol.‑% (35 g/m³) als untere Explosionsgrenze (UEG) und 6,7 Vol.‑% (280 g/m³) als obere Explosionsgrenze (OEG) Eine Korrelation der Explosionsgrenzen mit der Dampfdruckfunktion ergibt einen unteren Explosionspunkt von −8 °C sowie einen oberen Explosionspunkt von 27 °C. Der maximale Explosionsdruck beträgt 9,4 bar. Die Grenzspaltweite wurde mit 0,91 mm bestimmt. Es resultiert damit eine Zuordnung in die Explosionsgruppe IIA. Mit einer Mindestzündenergie von 0,24 mJ sind Dampf-Luft-Gemische extrem zündfähig. Die Zündtemperatur beträgt 220 °C. Der Stoff fällt somit in die Temperaturklasse T3. Die elektrische Leitfähigkeit ist mit 7,0·10−14 S·m−1 sehr gering.
Entsprechend den Gefahrgutvorschriften ist Heptan der Klasse 3 (Entzündbare flüssige Stoffe) mit der Verpackungsgruppe II (mittlere Gefährlichkeit) und der UN-Nummer 1206 zugeordnet (Gefahrzettel: 3).

## Reaktionen
Durch Bromieren von n-Heptan kann 1-Bromheptan gewonnen werden.

## Verwendung
Heptan wird als unpolares Lösungsmittel in der organischen Synthese verwendet sowie für schnelltrocknende Lacke und Klebstoffe. Da die Verbindung sehr klopffreudig ist, wird es mit der Oktanzahl „ROZ=0“ als einer der beiden Vergleichskraftstoffe neben dem klopffesten Isooktan („ROZ=100“) für die Oktanzahlbestimmung eingesetzt.